# 아누 람프
아누 람프(에스토니아어: Anu Lamp, 1958년 3월 29일 ~ )은 에스토니아의 배우이다.